# Serón
Pour les articles homonymes, voir Seron.
Serón est une commune de la province d'Almería, Andalousie, en Espagne.

## Géographie

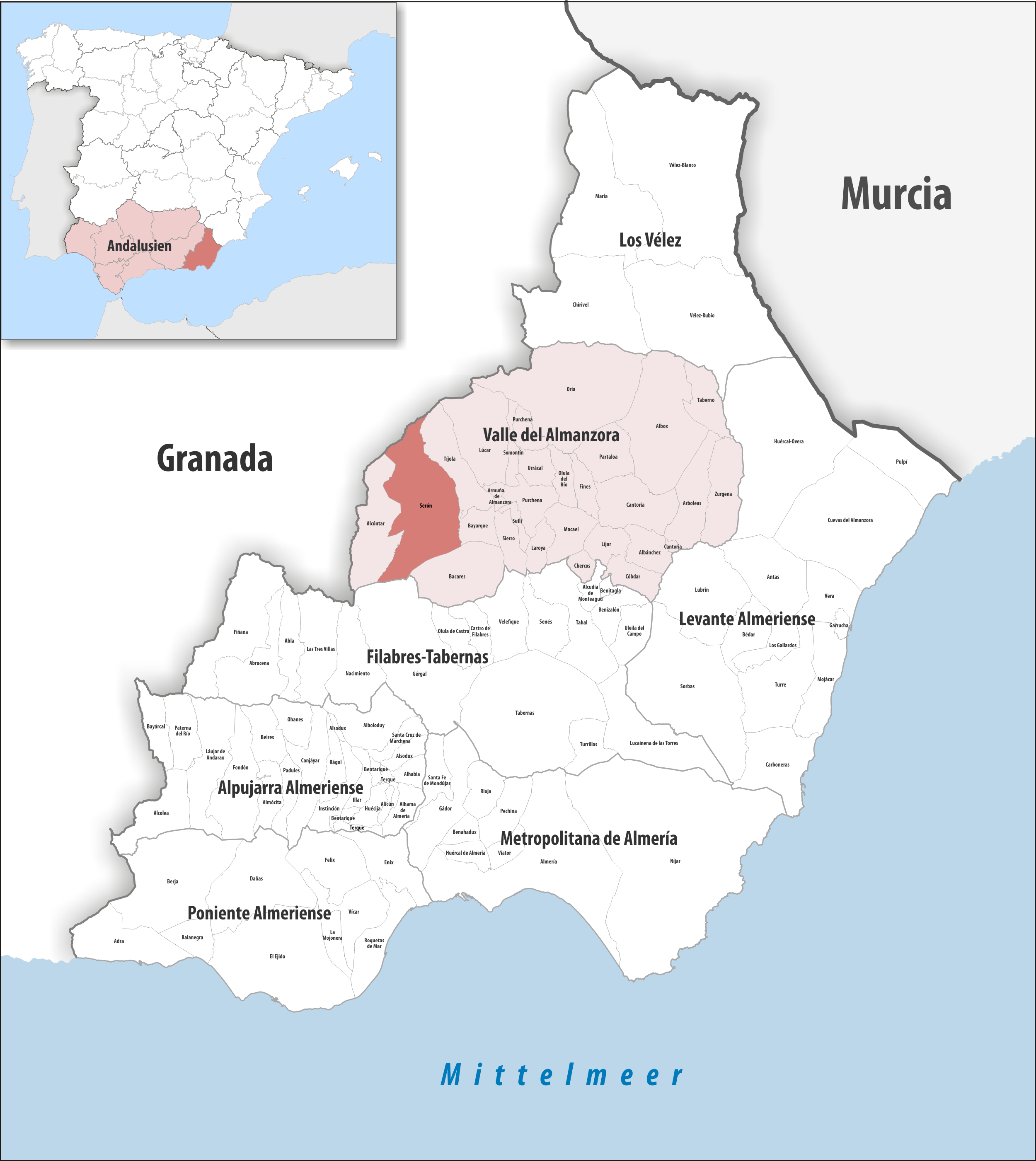
Serón dans la comarque Valle del Almanzora, province d'Almería, en Andalousie.

### Localisation
La commune de Serón se trouve dans le sud-est de l'Espagne, vers l'ouest de la province d'Almería et dans l'extrémité ouest de la comarque Valle del Almanzora.
Albox est à 38 km est ;
Almería à 84 km sud ;
Madrid à 517 km nord-nord-ouest ;
Gibraltar à 386 km sud-ouest (distances par route).

### Généralités
Le sud de la commune est dans la sierra des Filabres,.
Au nord, Serón jouxte la province de Grenade par la commune de Caniles dans la comarque de Baza.
L'Almanzora, qui prend source sur la commune voisine Alcóntar, traverse la commune d'ouest en est.

## Administration

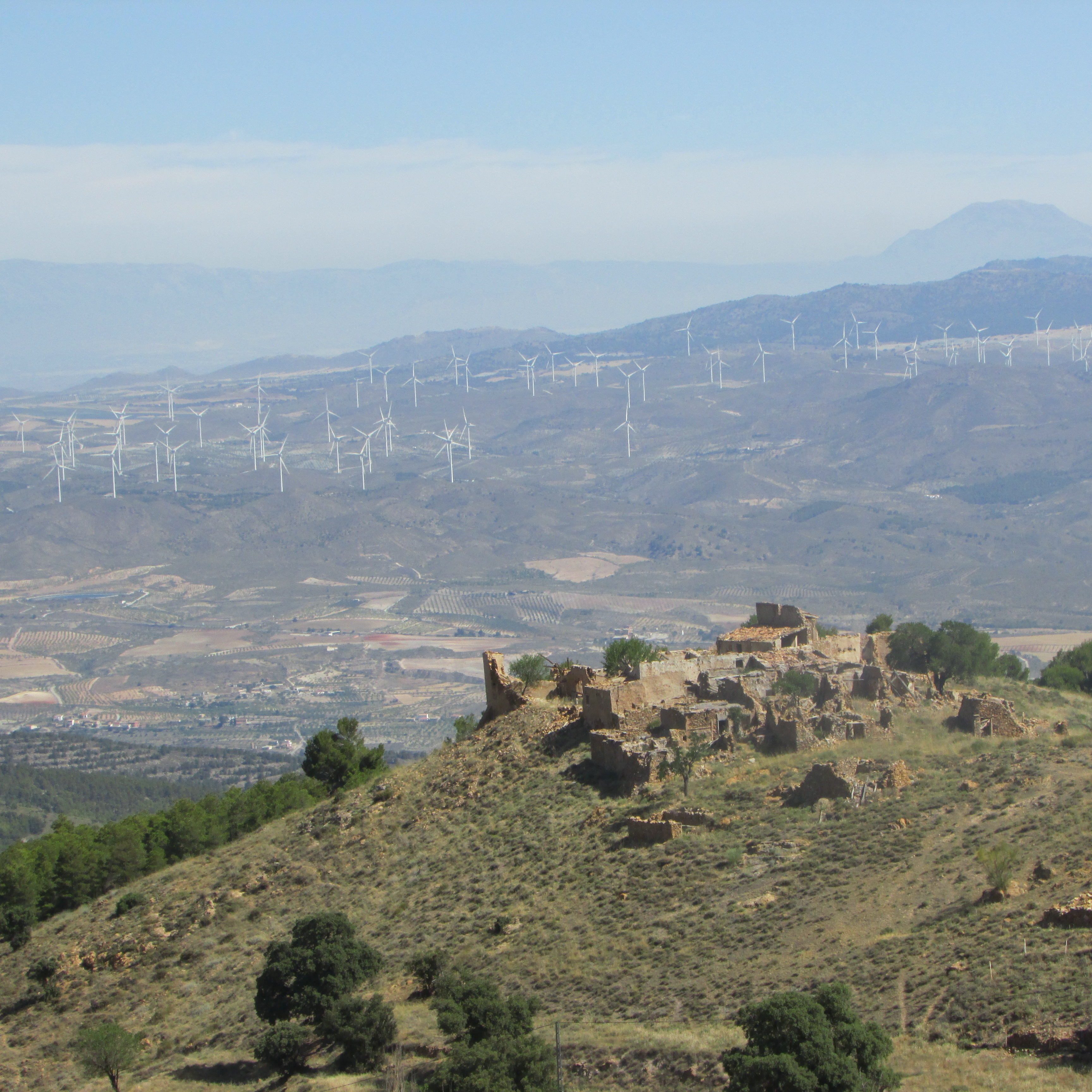
Éoliennes derrière Cantaro Bajo

| Période                                  | Période | Identité | Étiquette | Qualité |
| ---------------------------------------- | ------- | -------- | --------- | ------- |
| N/A                                      | N/A     | N/A      | N/A       | Maire   |
| Les données manquantes sont à compléter. |         |          |           |         |

## Économie
Saeta, filiale des énergies renouvelables du groupe ACS présidé par l'entrepreneur Florentino Pérez, est le principal exploitant de parcs éoliens d'Almería. En 2016, l'entreprise compte deux installations sur Serón, une sur Tíjola, une sur Abrucena, une sur Abla et une sixième sur Turrillas